# Lewanter

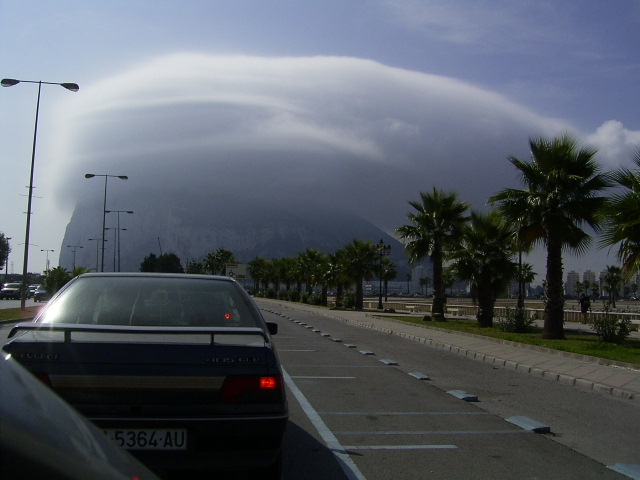
Lewanter formujący chmury nad Gibraltarem

Lewanter – silny wiatr lokalny wiejący z kierunku Morza Śródziemnego do Oceanu Atlantyckiego. Spotykany na śródziemnomorskim wybrzeżu Hiszpanii, Francji, na Balearach i w północnej Algierii. Przynosi pogodę pochmurną i deszczową. Występuje po północnej stronie niżu z centrum nad południową częścią Morza Śródziemnego.